# Пісік (Північна Дакота)
Пісік (англ. Pisek) — місто (англ. city) в США, в окрузі Волш штату Північна Дакота. Населення — 89 осіб (2020).

## Географія
Пісік розташований за координатами 48°18′40″ пн. ш. 97°42′39″ зх. д. / 48.31111° пн. ш. 97.71083° зх. д. (48.311002, -97.710918).  За даними Бюро перепису населення США в 2010 році місто мало площу 0,30 км², уся площа — суходіл.

## Демографія
Згідно з переписом 2010 року, у місті мешкало 106 осіб у 51 домогосподарстві у складі 28 родин. Густота населення становила 351 особа/км².  Було 60 помешкань (199/км²).
Расовий склад населення:
| - 93,4 % — білих - 4,7 % — корінних американців |

До двох чи більше рас належало 1,9 %. Частка іспаномовних становила 2,8 % від усіх жителів.
За віковим діапазоном населення розподілялося таким чином: 23,6 % — особи молодші 18 років, 60,4 % — особи у віці 18—64 років, 16,0 % — особи у віці 65 років та старші. Медіана віку мешканця становила 38,7 року. На 100 осіб жіночої статі у місті припадало 112,0 чоловіків;  на 100 жінок у віці від 18 років та старших — 113,2 чоловіків також старших 18 років.
Середній дохід на одне домашнє господарство  становив 41 596 доларів США (медіана — 34 615), а середній дохід на одну сім'ю — 45 921 долар (медіана — 42 917). За межею бідності перебувало 2,7 % осіб, у тому числі 0,0 % дітей у віці до 18 років та 8,3 % осіб у віці 65 років та старших.
Цивільне працевлаштоване населення становило 53 особи. Основні галузі зайнятості: виробництво — 20,8 %, сільське господарство, лісництво, риболовля — 13,2 %, освіта, охорона здоров'я та соціальна допомога — 11,3 %.